# Josef Floch
Josef Floch, né le 5 novembre 1894 à Vienne (Autriche) et mort le 26 octobre 1977 à New York est un peintre américain d'origine autrichienne.

## Biographie
Josef Floch est le fils de Samuel Floch et de Jeanette Mauksch.
Il étudie entre 1913 et 1918 à l'académie des beaux-arts de Vienne auprès de Rudolf Bacher, Franz Rumpler et Hans Tichy.
Il est membre actif du mouvement Hagenbund.
En 1934, à Paris, Joseph Floch épouse à Paris Hermine Fränkl, dessinatrice.
Il expose régulièrement au Salon d'automne (entre 1925 et 1949) ainsi qu'au Salon des Tuileries.
Il quitte la France pour les États-Unis en 1941, et devient citoyen américain en 1951.

## Distinctions
- médaille d'or à l'Exposition universelle (1937 à Paris)
- Croix de la Légion d'Honneur française (1956)
- premier artiste américain à être décoré « Chevalier de l'Ordre des Arts et Lettres » par la République française (1963)